# Parsons Memorial Lodge
De Parsons Memorial Lodge is een klein maar massief bouwwerk in Yosemite National Park in het oosten van de Amerikaanse staat Californië. Het werd in 1915 door de Sierra Club gebouwd aan het noordelijke uiteinde van de Tuolumne Meadows. Het was een van de eerste stenen bouwwerken in een nationaal park van de VS. Het ontwerp toont invloeden van de Bay Area-architectuur van Bernard Maybeck, alsook elementen van de National Park Rustic-stijl. Het grondplan is rechthoekig en symmetrisch. De meeste bouwmaterialen werden ter plaatse verzameld.
De Parsons Memorial Lodge is een van de vijf National Historic Landmarks in Yosemite National Park. De lodge verkreeg die status op 28 mei 1987 tegelijkertijd met het Ahwahnee Hotel, LeConte Memorial Lodge, de Rangers' Club en het Wawona Hotel. Volgens de National Park Service is Parsons Memorial Lodge van nationaal historisch belang door zijn architectuur: het bouwwerk is ontworpen in een stijl die rekening houdt met het harde klimaat, terwijl er gebruik wordt gemaakt van eenvoudige maar expressieve natuurlijke bouwmaterialen, wat typisch is voor Maybecks Bay Area-bouwstijl. Daarnaast kan de lodge gezien worden als een voorloper van wat later de norm zou worden in de nationale parken, rustieke architectuur. Ten slotte is het bouwwerk van belang binnen de geschiedenis van de milieubeweging. De lodge is opgedragen aan Edward Taylor Parsons, een New Yorker die lid werd van de Sierra Club rond 1900 en die van 1905 tot 1915 directeur van de vereniging was. Parsons verzette zich, samen met oprichter John Muir, tegen het afdammen van de Hetch Hetchy Valley; een gevecht dat de milieubeweging zou verliezen. Toen Parsons in 1914 overleed, richtte de Sierra Club de lodge op als clubhuis, bibliotheek en hoofdkwartier voor Yosemite.
De omgeving van Parsons Memorial Lodge is door hevige sneeuwval meestal niet toegankelijk van oktober tot juni.
National Historic Landmarks:   Ahwahnee Hotel · Alcatraz Island · Aline Barnsdall Complex · Alma · Angelus Temple · Aquatic Park Historic District · Asilomar Conference Grounds · Balboa Park · Balclutha · Baldwin Hills Village · Bank of Italy Building · Berkeley · Big Four House · Bodie Historic District · Borax Lake Site · Bradbury Building · Bron nr. 4 op het Pico Canyon Oilfield · C.A. Thayer · California Powder Works Bridge · Carmel Mission · Carrizo Plain Archeological District · Chicano Park · Civic Center (SF) · Coloma · Columbia Historic District · Commander's House (Fort Ross) · Coso Rock Art District · Donner Camp · Drakes Bay · Eames House · Edwin Hubble House · Elmshaven · Estudillo House · Eureka · First Church of Christ, Scientist · Folsom Powerhouse · Fort Ross · Frank Norris Cabin · Fresno Sanitary Landfill · Gamble House · Geboortehuis van Richard Nixon · Gunther Island Site 67 · Hale Solar Laboratory · Hanna–Honeycomb House · Harada House · Hearst San Simeon Estate · Hercules · Hotel del Coronado · Hubert H. Bancroft Ranch House · Jack London Ranch · James C. Flood Mansion · Joaquin Miller House · John Muir House · Richard and Dion Neutra VDL Research Houses and Studio · Jose Castro House · Juan de Anza House · Kabeltram van San Francisco · Kamer 307 in Gilman Hall · Knights Ferry Bridge · La Purísima Concepción-missie · Lake Merritt Wild Duck Refuge · Larkin House · Las Flores Estancia · LeConte Memorial Lodge · Leland Stanford House · Little Tokyo Historic District · Lou Henry and Herbert Hoover House · Locke Historic District · Los Alamos Ranch House · Los Angeles Memorial Coliseum · Los Cerritos Ranch House · Lower Klamath National Wildlife Refuge · Luther Burbank House and Garden · Manzanar War Relocation Center · Mare Island Naval Shipyard · Marin County Civic Center · Mendocino Woodlands Recreational Demonstration Area · Missiekerk van San Luis Rey de Francia · Mission Beach Roller Coaster · Mission Inn · Modjeska House · Monterey Old Town Historic District · New Almaden · Nuestra Señora Reina de la Paz · Oak Grove Butterfield Stage Station · Old Customhouse · Old Mission Dam · Old Sacramento Historic District · Old Scripps Building · Old United States Mint · Our Lady of Guadalupe Mission Chapel (McDonnell Hall) · Paramount Theatre · Parsons Memorial Lodge · Petaluma Adobe · Pioneer Deep Space Station · Point Reyes Lifeboat Station · Pony Express Terminal · Presidio van San Diego · Presidio van San Francisco · Rafael Gonzalez House · Ralph J. Scott · Ralston Hall · Rancho Camulos · Rancho Guajome Adobe · Rangers' Club · Relief (WAL-605) · Rogers Dry Lake · Rose Bowl · Royal Presidio Chapel · San Diego Mission Church · San Francisco Bay Discovery Site · San Francisco Port of Embarkation · San Juan Bautista Plaza Historic District · San Miguel Arcángel-missie · Santa Barbara County Courthouse · Santa Barbara-missie · Santa Cruz Looff Carousel and Roller Coaster · Santa Inés-missie · Santa Monica Looff Hippodrome · Sonoma Plaza · Space Flight Operations Facility · Space Launch Complex 10 · SS Jeremiah O'Brien · SS Lane Victory · Star of India · Steedman Estate · Sutter's Fort · Swedenborgiaanse Kerk (SF) · Tao House · The Forty Acres · Tule Lake Segregation Center · Twenty-Five-Foot Space Simulator · Unitary Plan Wind Tunnel · US Immigration Station of Angel Island · US Post Office and Court House (LA) · US Post Office and Court House (SF) · Upton Sinclair House · USCGC Fir · USS Hornet · USS Pampanito · USS Potomac · Walker Pass · Warner's Ranch · Watts Towers · Wawona Hotel en de Thomas Hill Studio · Yuma Crossing
Bezienswaardigheden: Bridalveil Fall · Cathedral Lakes · Cathedral Peak · Chilnualna Falls · Clouds Rest · El Capitan · Emerald Pool · Glacier Point · Grand Canyon of the Tuolumne · Grizzly Giant · Half Dome · Hetch Hetchy · Horsetail Fall · John Muir Trail · Mariposa Grove · Merced Grove · Merced River · Mount Conness · Mount Dana · Mount Lyell · Mount Starr King · Nevadawaterval · Ostrander Lake · Pacific Crest Trail · Sentinel Dome · Sentinel Rock · Tenaya Canyon · Tenaya Lake · Tunnel View · Tuolumne Grove · Tuolumne Meadows · Tuolumne River · Vernalwaterval · Wawona Tunnel Tree · Yosemite Valley · Yosemitewaterval

Bebouwing: Ahwahnee Hotel · Badger Pass Ski Area · Camp 4 · Curry Village · Glacier Point Hotel · Housekeeping Camp · LeConte Memorial Lodge · Pioneer Yosemite History Center · Rangers' Club · Parsons Memorial Lodge · Wawona · Wawona Hotel · Yosemite Valley Chapel · Yosemite Valley Lodge · Yosemite Village

Vervoer: SR 41 · SR 120 · SR 140 · Wawona Tunnel · Yosemite Area Regional Transportation System

Personen: Ahwahnechee · Chief Tenaya · Frederick Law Olmsted · Galen Clark · John Conness · John Muir · Sierra Miwok · Stephen Mather · Robert Underwood Johnson